# 立場川橋梁
立場川橋梁（たつばがわきょうりょう）は、長野県諏訪郡富士見町、東日本旅客鉄道（JR東日本）中央本線信濃境駅 - 富士見駅間にある鉄道橋である。富士川水系釜無川支流である立場川に架かる。
立場川橋梁は2代存在し、初代の旧橋梁はボルチモアトラス橋で1904年（明治37年）に開通し、1980年（昭和55年）に運用を終了した。2代目の現橋梁は、旧橋梁の南側を通る中央本線（現在線）に架かるプレストレスト・コンクリート橋で、1980年に運用が始まった。

## 旧橋梁（1904年 - 1980年）
中央本線の建設工事に伴って1904年（明治37年）に完成した。
明治時代の文化遺産である「一ノ戸川橋梁」と同じボルチモアトラス橋であり、1980年（昭和55年）9月25日に信濃境駅 - 富士見駅間の中央本線複線化による線路付け替えにより、本橋梁は廃橋となるが赤錆状態で現存している。
1983年に、国鉄から富士見町が周辺にある2つのトンネルと一緒に無償で譲り受けた。

### 構造

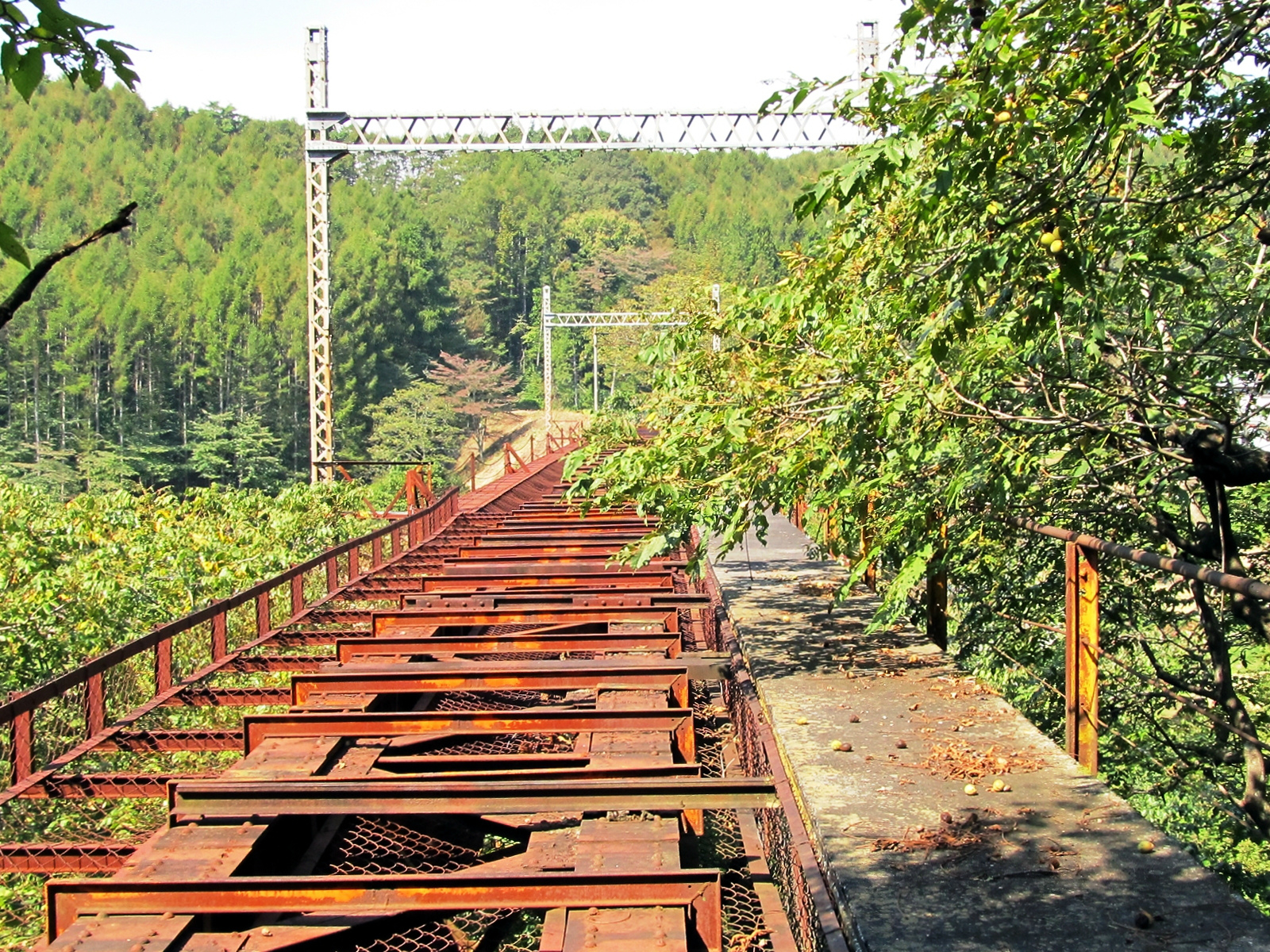
信濃境方の築堤から見た立場川橋梁

中央部の1支間が単線上路式分格プラットトラス（ボルチモアトラス・ピン結合）、残り2支間が上路式プレートガーダーである。トラス、プレートガーダーともにアメリカン・ブリッジ製である。

### 保存の議論
2006年（平成18年）、富士見町政モニターから「ボルトが落下して危険」と指摘を受け、町が調査を行った。近代化遺産として残す計画もあったことから、補正予算330万円でボルトと枕木を撤去した。
2010年（平成22年）、町文化財、近代化遺産に指定するかを検討してきた富士見町教育委員会は、「保存や修復・管理には定期的なメンテナンスが不可欠で、管理費は膨大。住民の安全安心な暮らしを冒してまでの指定はできない」と結論付け、指定は難しいとの考えを示した。町は、保存した場合の経費を2 - 3億円、解体の場合は2,000万円程度かかると予測している。
地元住民からは、ハイキングコースとして整備を求める声も上がっていて、今後の動向が注目される。

### 撤去の方針を表明[4]
富士見町の名取重治町長は、2024年(令和6年)6月4日に富士見町議会6月定例会での牛山吉彦議員からの一般質問に対する答弁で「保存という選択ではなく、最終的には撤去を検討することが現実的」と述べた。今後、専門家や大手ゼネコンなどと連携しつつ、撤去に向けた調査を進めるとしており、撤去時期は未定。
また、信濃毎日新聞の取材に対して、「誰かが決断しなければ次世代に負担が先送りされる」と強調し、価値は認めつつ「町民負担を考えれば観光資源として活用するのは難しい」との考えをしめした。
質問を行った牛山氏は、映画ファンや鉄道ファンにとっても大事な場所になっているとし「撤去やむなしとしても、ファンへの配慮を行ってもらいたい」と強調している。

### その他
県道198号から立場川沿いに分かれる道路より、本橋梁が架かる富士見方の築堤に登ることができる。橋梁自体は立ち入り禁止となっているが、至近距離で見ることができる。
宮崎駿監督のアニメーション映画『風立ちぬ』（2013年）で、富士見高原病院へのシーンの遠景に、旧立場川橋梁が描かれている。
2023年公開の映画『怪物』の撮影場所に使用された。

## 新橋梁（1980年 - ）
中央本線の複線化工事に伴って1980年（昭和55年）に完成したラーメン形式の複線上路式連続プレストレスト・コンクリート橋である。
日本国有鉄道岐阜工事局富士見工事区が施工を担当し、1974年11月に下部工、1976年3月に上部工が着工された。
橋脚高42mは、当時のコンクリート製鉄道橋ではもっとも高いものである。
本橋梁を通過する列車車窓から旧橋梁を見ることができる。

### 概要
- 東京起点178.18Km　延長339m
- 旧線の下流約230mに位置し、スラブ軌道を有している。
- 信濃境方から富士見方にむかい、半径1000ｍの左曲線を描くと同時に20/1000の上り勾配を保っている。このような線形から、計画にあたっては上路トラス・PCけた等について保守も含めた経済比較を行った結果、保守管理にウエイトがおかれてPCけたが採用された。
- スパン割は東京方から7.62+34.00+65.00+65.00+65.00+48.00+7.62で、中間の5径間がPC連続橋として施工されている。
- 橋脚の高さは東京方から27.00m・40.00m・42.00m・42.00m・27.00m　桁の高さは端支点とアーチ中央で2.7m・中間支点で4.6mである。
- 軽量化のため、橋脚と桁は中空構造となっている。

### 施工方法
高橋脚であることや長大スパンであることから、移動式作業車による片持式（カンチレバー）架設工法を採用した。

### 寒中コンクリート
現場の標高は約950mと高冷地であり、冬期には必要な強度となるための時間が長くなることや凍結による強度低下の恐れがあることから、3人専属者を配置して、不寝作業でヒーターによる保温を行った。